# القرية (قفل شمر)

تعديل مصدري - تعديل

القرية هي إحدى قرى عزلة المخلاف بمديرية قفل شمر التابعة لمحافظة حجة، بلغ تعداد سكانها 37 نسمة حسب تعداد اليمن لعام 2004.